# RBD
RBD는 멕시코의 음악 그룹으로 2004년에 결성되어 2009년에 해체되었다. 텔레비사의 텔레비전 시리즈 《레벨데》를 통해 전세게적인 인기를 얻었다. 전세계적으로 음반 2000만 부 이상을 팔았으며, 미국에서만 200만 부 이상을 판매하여 사상 가장 크게 성공한 라틴 팝 그룹이 되었다. 2023년 10월, 15년간의 공백 후에 재결합했다. 전국적으로 그들의 재결성에 티켓이 매진되고 있다. 

## 음반 목록

### 스페인어
- Rebelde (2004)
- Nuestro Amor (2005)
- Celestial (2006)
- Empezar Desde Cero (2007)
- Para Olvidarte De Mí (2009)